# Xena (figur)
Xena är en fiktiv person i TV-serien Xena – Krigarprinsessan. Den tolkades av skådespelaren Lucy Lawless.
Dvärgplaneten Eris kallades informellt för Xena efter den fiktiva personen i TV-serien.